# Тосњенски рејон
Тосњенски рејон (рус. Тосненский район) административно-територијална је јединица другог нивоа и општински рејон у централном делу Лењинградске области, на северозападу европског дела Руске Федерације.
Административни центар рејона је град Тосно. Према проценама националне статистичке службе Русије за 2015, на територији рејона је живела 131.845 становника или у просеку око 36,06 ст/км².

## Географија
Тосњенски рејон смештен је у централном делу Лењинградске области. Обухвата територију површине 3.655,97 км², и по том параметру налази се на 9. месту међу 17 рејона у области. Рејонска територија је са североистока ограничена подручјем Кировског рејона, на истоку је Киришки, док су на западу и југозападу Гатчињски и Лушки рејон. На југу и југоистоку су Чудовски и Новгородски рејони Новгородске области, а на северу територија федералног града Санкт Петербурга. Административни центар рејона град Тосно налази се на свега 55 километара јужније од историјског центра Санкт Петербурга.
Подручје Тосњенског рејона у основи је равничарског карактера са густом хидрографском мрежом коју чине бројне реке и потоци, а ниско земљиште између водотока је препуно мочвара које нарочито доминирају јужним деловима рејона. Северни делови рејона који су наслоњени на Санкт Петербург одликују се високим степеном урбанизације, а захваљујући обимним мелиоративним радовима мочваре на том подручју су исушене.
Целокупна рејонска територија налази се у сливном подручју реке Неве и Ладошког језера, односно простране Приневске низије која се пружа уз обе стране реке Неве и њених јужних притока. Најважније реке на северу и западу рејона су Тосна и Ижора, обе леве притоке реке Неве. Територија на југу и истоку рејона одводњава се преко Тигоде и Кереста ка реци Волхов и Ладошком језеру.

## Историја
Тосњенски рејон успостављен је 19. августа 1930. године и у његов састав ушли су делови територија некадашњих Љубањског, Детскосељског и Колпинског рејона. У садашњим границама рејон се налази од 2006. године.

## Демографија и административна подела
Према подацима пописа становништва из 2010. на територији рејона је живело укупно 122.999 становника, док је према процени из 2015. ту живела 131.845 становника, или у просеку 36,06 ст/км². По броју становника Тосњенски рејон се налази на 4. месту у области и његова популација чини око 7,43% свеукупне обласне популације.
| 1959.  | 1970.  | 1979.  | 1989.  | 2002.  | 2010.   | 2015.    |
| ------ | ------ | ------ | ------ | ------ | ------- | -------- |
| 83.795 | 74.227 | 81.182 | 78.500 | 77.194 | 122.999 | 131.845* |

Напомена:* Према процени националне статистичке службе. У број становника на пописима од 1970. до 2002. нису урачунати становници Тосна. 
Тосњенски рејон карактерише доста висок степен урбанизације, а око 60% рејонске популације живи у урбаним градским центрима, од чеха око трећина рејонске популације живи у његовом административном центру, граду Тосну. На подручју рејона постоји укупно 115 насељених места, од којих су 3 града (Тосно, Љубањ и Никољскоје) и 4 вароши (рус. городской посёлок; Красни Бор, Рјабово, Уљановка и Форносово).
Рејонска територија је административно подељена на 13 другостепених општина, од којих је 7 градских и 6 руралних.

## Привреда и саобраћај
Привреда рејона почива на јакој индустријској производњи базираној на грађевинској и машинској индустрији, те на екстракцији тресета.
Пољопривреда почива на месно-млечном сточарству, те на узгоју поврћа и кромпира. Године 2011. на територији Тосњенског рејона је производено око 70% целокупне продукције свињског меса Лењинградске области.
Преко рејонске територије пролазе значајни саобраћајни правци који повезују најзначајније градове у том делу Русије. Саобраћајна мрежа је нарочито густа у северном делу рејона. Најважнија саобраћајница је национални аутопут „М10 Росија” који повезује Москву са Санкт Петербургом који прелази преко територије рејона у смеру север-југ. Најважнија железничка чворишта су у Тосну, Љубању и Уљановки.